# Инконтрера, Аннабелла
Аннабелла Инконтрера (род. 11 июня 1943, Милан) — итальянская актриса кино и телевидения 1960—1970-х годов.
Отметилась в общей сложности в сорока фильмах. Активно снималась в картинах категории B (спагетти-вестернах, пеплумах, триллерах, эротических комедиях «по-итальянски»).
Пик активности актрисы пришёлся на начало 1970-х годов: например, в 1971 году она появилась сразу в семи фильмах (хотя и не во всех была упомянута в титрах).
В 1969 году она вышла замуж за кинокритика Гульельмо Бираджи, от которого родила сына. Через четыре года они развелись.

## Телевидение
- All’ultimo minuto (1973, мини-сериал, эпизод Scala reale)

## Фильмография
- L'inferno addosso, Джанни Вернуччо (1959)
- Maciste contro il vampiro, Серджо Корбуччи и Джакомо Джентиломо (1961)
- Una domenica d'estate, Джулио Петрони (1962)
- L'uomo che bruciò il suo cadavere, Джанни Вернуччо (1964)
- L'arcidiavolo, Этторе Скола (1966)
- Goldsnake anonima killer, Фердинандо Бальди (1966)
- A suon di lupara, Луиджи Петрини (1967)
- L'imboscata, Генри Левин (1967)
- Un poker di pistole, Джузеппе Вари (1967)
- Quella carogna di Frank Mitraglia (1968)
- Двуликий (1969)
- Assassination Bureau (1969)
- Quei disperati che puzzano di sudore e di morte (1969)
- Une fille nommée Amour (1969)
- Amore Formula 2 (1970)
- Commando di spie (1970)
- Due ragazzi da marciapiede (1970)
- La sfida dei MacKenna (1970)
- È tornato Sabata... hai chiuso un'altra volta! (1971)
- Le calde notti di Don Giovanni (1971)
- Roma bene, Карло Лиццани (1971)
- La tarantola dal ventre nero, Паоло Кавара (1971)
- Пираты Зелёного острова (1971)
- Когда женщина играет в динг-донг (1971)
- Le belve - эпизод Processo a porte chiuse (1971)
- Ирис в крови (1972)
- Преступления чёрного кота, Серджо Пасторе (1972)
- La colonna infame, Нело Ризи (1972)
- L'illazione, Лельо Луттацци (1972)
- Rivelazioni di un maniaco sessuale al capo della squadra mobile, Роберто Бьянчи Монтеро (1972)
- Il gatto di Brooklyn aspirante detective, Оскар Брацци (1973)
- Поездка, Витторио Де Сика (1974)
- Verginità, Марчелло Андри (1974)
- Ciak si muore (1974)
- Le braghe del padrone (1978)
- Estigma (1980)